# Lacul Negru
Das Fauna-Flora-Habitat-Gebiet und Naturschutzgebiet Lacul Negru (deutsch: Schwarzer See) liegt im Kreis Vrancea in Rumänien. Das 104 ha große Schutzgebiet grenzt im Norden an das Natura-2000-Gebiet Putna - Vrancea. Das dünn besiedelte Gebiet in den Karpaten dient vor allem den großen Carnivoren, wie Bär und Luchs als Lebensraum. Um den Lacul Negru finden sich zudem hochwertige Moorlebensräume.
Lacul Negru wurde 2007 gemeldet, 2009 von der EU-Kommission als Gebiet von gemeinschaftlicher Bedeutung (SCI) anerkannt. Eine Ausweisung als Spezielles Erhaltungsgebiet (SAC) steht noch aus.

## Schutzzweck
Folgende Lebensraumtypen nach Anhang I der FFH-Richtlinie kommen im Gebiet vor:
| EU Code | * | Lebensraumtyp (offizielle Bezeichnung)    | Fläche |
| ------- | - | ----------------------------------------- | ------ |
| 7110    | * | Lebende Hochmoore                         |        |
| 7140    |   | Übergangs- und Schwingrasenmoore          |        |
| 9110    |   | Hainsimsen-Buchenwald (Luzulo-Fagetum)    |        |
| 9130    |   | Waldmeister-Buchenwald (Asperulo-Fagetum) |        |

### Arteninventar
Folgende Arten von gemeinschaftlichem Interesse sind für das Gebiet gemeldet (Prioritäre Arten sind mit * gekennzeichnet):
| EU Code | * | Art                  | wissenschaftlicher Name | Artengruppe |
| ------- | - | -------------------- | ----------------------- | ----------- |
| 1166    |   | Nördlicher Kammmolch | Triturus cristatus      | Amphibien   |
| 2001    |   | Karpatenmolch        | Triturus montandoni     | Amphibien   |
| 1088    |   | Heldbock             | Cerambyx cerdo          | Käfer       |
| 1087    |   | Alpenbock            | Rosalia alpina          | Käfer       |
| 1337    |   | Biber                | Castor fiber            | Säugetiere  |
| 1361    |   | Eurasischer Luchs    | Lynx lynx               | Säugetiere  |
| 1354    |   | Braunbär             | Ursus arctos            | Säugetiere  |